# Wawrzyniec Cieszyński

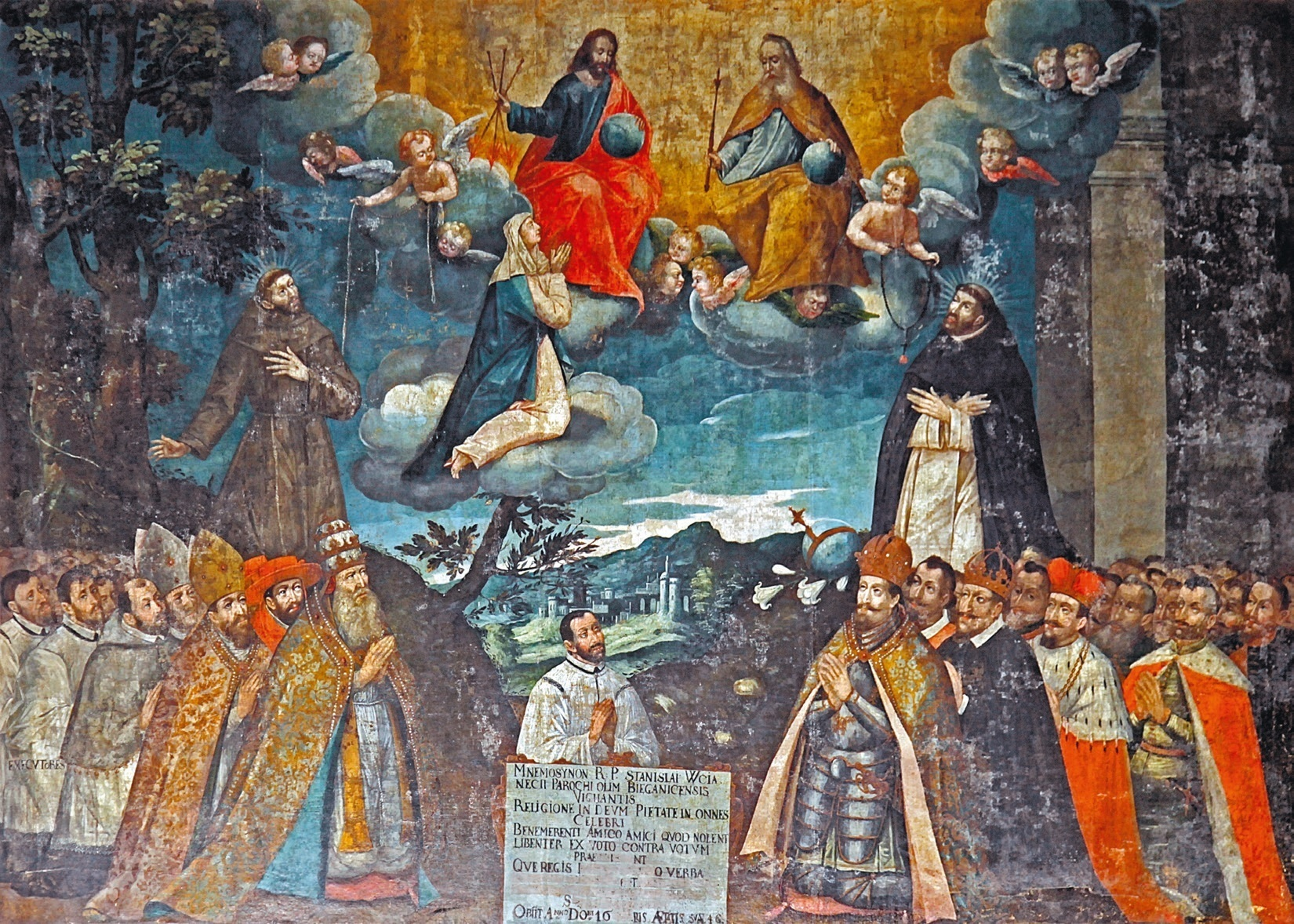
Wawrzyniec Cieszyński, Adoracja Trójcy Świętej z 1620 roku

 Wawrzyniec Cieszyński  (zm. 27 stycznia 1650) – artysta, malarz, mieszczanin krakowski.

## Życiorys
Wawrzyniec Cieszyński był malarzem barokowym. Uczeń Tomasza Dolabelli malarza nadwornego polskich królów z dynastii Wazów.
Od 1616 należał do krakowskiego cechu malarzy, od 1619 był mistrzem. W latach 1630, 1633, 1639 piastował urząd starszego cechu. Na podstawie kontraktu, który zawarł 15 czerwca 1617 z Zofią Boczkowską ksienią starosądecką, wykonał dekorację malarską wnętrza kościoła klarysek w Starym Sączu.
Posiadał dom przy ulicy Grodzkiej w Krakowie. Jego syn Kazimierz również był malarzem.